# X Riunione degli scienziati italiani
La decima riunione degli scienziati italiani fu un incontro dei principali studiosi della penisola italiana svoltosi a Siena nel 1862.

## Aspetti storici
Nel 1862 si tenne a Siena il decimo congresso. Anche in questa occasione l'affluenza fu molto bassa e tutti si resero conto che l'entusiasmo e la passione che avevano caratterizzato le Riunioni durante Risorgimento non sarebbero più tornati.

## Sezioni
Il presidente generale fu Francesco Puccinotti. I segretari generali furono Pellegrino Bertini e Antonio Pantanelli.

### Fisica e matematica
Furono nominati presidente Gilberto Govi e vicepresidente Cesare Toscani.
I segretari furono Pietro Blaserna e Curzio Buzzetti.

### Chimica e farmaceutica
Furono nominati presidente Claudio Piombanti e vicepresidente Egidio Pollacci.
Il segretario fu Carlo Grechi.

### Botanica
Furono nominati presidente Théodore Caruel e vicepresidente Onofrio Parenti.
Il segretario fu Attilio Tassi.

### Zoologia, anatomia comparata e fisiologia
Furono nominati presidente Orazio Gabriele Costa e vicepresidente Gaspero Mazzi.
Il segretario fu Galdino Gardini.

### Medicina
Furono nominati presidente Benedetto Trompeo e vicepresidente Giorgio Pellizzari.
I segretari furono Carlo Livi e Salvatore Gabbrielli.

### Chirurgia
Furono nominati presidente Pietro Vannoni e vicepresidente Giacomo Sangalli.
Il segretario fu Carlo Baffico.

### Agronomia e veterinaria
Furono nominati presidente Cosimo Ridolfi e vicepresidente Giovanni Pieri Pecci.
Il segretario fu Pellegrino Bertini.

### Archeologia e storia
Furono nominati presidente Filippo Luigi Polidori e vicepresidente Marco Tabarrini.
I segretari furono Luciano Bianchi e Emidio Selvani.

### Filologia e linguistica
Furono nominati presidente Graziadio Ascoli e vicepresidente Fausto Lasinio.
Il segretario fu Fabio Nannarelli.

### Economia politica e statistica
Furono nominati presidente Giuseppe Sacchi e vicepresidente Alberto Rinieri de' Rocchi.
Il segretario fu Guglielmo Rossi.

### Filosofia e legislazione
Furono nominati presidente Giovanni Battista Michelini e vicepresidente Giuseppe Panattoni.
I segretari furono Martino Farmeschi e Ranieri Riccucci.

### Pedagogia
Furono nominati presidente Enrico Mayer e vicepresidente Giuseppe Sacchi.
Il segretario fu Guglielmo Rossi.

## Iniziative

### Medaglia commemorativa

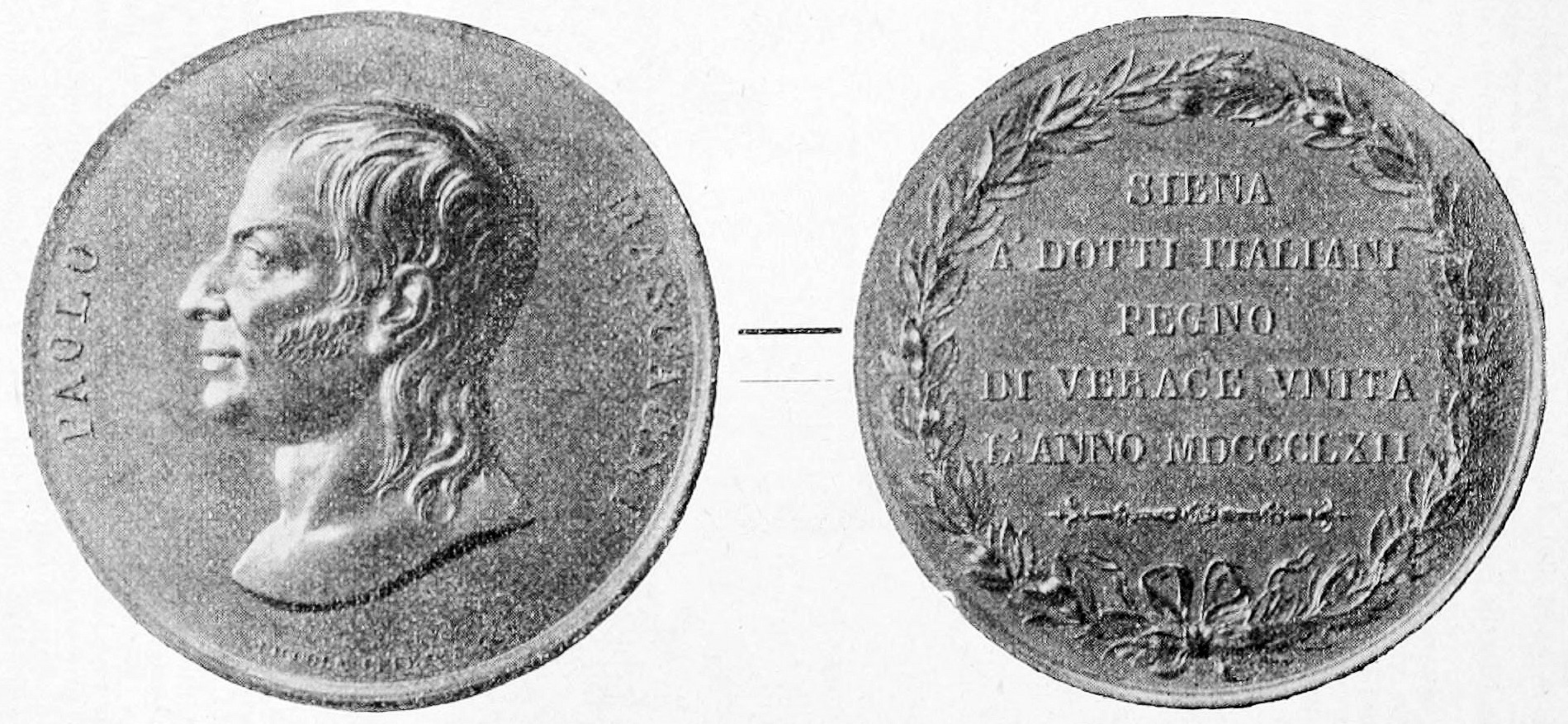
Raffigurazione della medaglia

In occasione della riunione venne distribuita ai partecipanti una medaglia commemorativa con un'immagine di Paolo Mascagni.
- Dritto: PAOLO MASCAGNI Busto a destra
Sotto: NICCOLA CERBARA SCU.
- Rovescio: Nel campo in cinque righe SIENA | A' DOTTI ITALIANI | PEGNO | DI VERACE | VNITÀ | L'ANNO MDCCCLXII Attorno, una corona di due rami d'alloro intrecciati e annodati in basso.

### Palio di Siena
Il 28 settembre, ultimo giorno della riunione, la città di Siena omaggiò l'evento con un Palio straordinario, vinto dalla Contrada Capitana dell'Onda con il fantino Mario Bernini detto Bachicche sul cavallo morello di Santi Franci.